# Семёново (Приморский район)
Семёново — деревня в Приморском районе Архангельской области. Входит в состав Лисестровского сельского поселения (муниципальное образование «Лисестровское»).

## Географическое положение
Деревня расположена в пригороде города Архангельск, и вплотную граничит с микрорайонами Дамба и Затон Исакогорка городского округа «Город Архангельск». Ближайшие населённые пункты Лисестровского сельского поселения, деревни Часовенское и Нестерово, расположены соответственно на севере и северо-западе.

## Население
Численность населения деревни, по данным Всероссийской переписи населения 2010 года, составляла 43 человека. 
| Население                            | на 1 января 2010 года |
| ------------------------------------ | --------------------- |
| В возрасте до 16 лет                 | 8                     |
| Трудовые ресурсы (из них работающих) | 27 (27)               |
| Пенсионеры                           | 29                    |
| Всего                                | 64                    |
| Прибыло / выбыло (за год)            | 4 / 2                 |
| Родилось / умерло (за год)           | 0 / 0                 |

## Инфраструктура
Жилищный фонд деревни составляет 2,6 тыс. м². Объекты социальной сферы и стационарного торгового обслуживания населения на территории населённого пункта отсутствуют.